# Sweet Talker
Sweet Talker ist das dritte Studioalbum der britischen Popmusikerin und Rapperin Jessie J. Es erschien am 10. Oktober 2014 weltweit bei den Labels Lava Records und Island Records. Es enthält Gastbeiträge von 2 Chainz, Ariana Grande, Nicki Minaj, De La Soul und Lindsey Stirling.

## Entstehung
Nach der Veröffentlichung ihres zweiten Studioalbums Alive am 22. September 2013 in Europa verkündete Jessie J, dass es eine Version des Albums für den amerikanischen Markt geben werde, dass ihr Label meinte, dass dieses Album nicht in diesem Gebiet vermarkten könne. Dann gab es das Gerücht, dass sie zusammen mit dem Musiker Pharrell Williams für die neue Version des Albums neues Material aufnehmen würde. In einem Interview sagte sie, dass sie wahrscheinlich in die Vereinigten Staaten ziehen wird, um dort auf dem Markt erfolgreich zu sein. Später sagte Jessie J, dass die neue Version von Alive 2014 veröffentlicht wird. Die Idee der Wiederveröffentlichung wurde aber später fallen gelassen. Das Projekt wurde ihr drittes Studioalbum, welches sie mit Williams, sowohl auch mit Produzenten wie Max Martin und Ammo gemacht habe.

## Singles
Die erste Single Bang Bang wurde am 29. Juli 2014 veröffentlicht. Es enthält Gastbeiträge von der Rapperin Nicki Minaj und der Sängerin Ariana Grande. Der Song ist außerdem auf Grandes zweiten Studioalbum My Everything enthalten. Der Song konnte sich in Deutschland bis auf Platz 13 platzieren, in den Vereinigten Staaten bis auf Platz 6, wo er fünfmal mit Platin ausgezeichnet wurde.
Burnin’ Up wurde als zweite Single am 23. September 2014 veröffentlicht, konnte aber nicht an den Erfolg von Bang Bang anknüpfen. Der Song konnte sich in Deutschland nicht platzieren, in den Vereinigten Staaten konnte er sich nur auf Platz 86 platzieren und blieb 6 Wochen in den Charts.
Personal wurde als dritte Single am 30. September 2014 veröffentlicht.
Die Lieder Ain't Been Done und Masterpiece wurde zeitgleich am 7. Oktober 2014 als vierte und fünfte Single veröffentlicht. Masterpiece konnte sich in Deutschland auf Platz 10, in Österreich und der Schweiz bis auf Platz 9 platzieren. Es ist nach Price Tag die zweite Single von Jessie J, die sich in den deutschen Top-10 platzieren konnte.

## Kritik
Sweet Talker bekam durchschnittliche Kritiken. Kritisiert wurde z. B., dass sich die Lieder zu „normal“ anhören würden. Jedoch wurde die Stimme von Jessie J gelobt, da diese mal wieder kraftvoll und klar sei. Bei Metacritic bekam das Album dagegen nur 56 von 100 möglichen Punkten. Allmusic sowie The Guardian und Daily Mail gaben dem Album drei von fünf möglichen Sternen. Joanne Dorken von MTV gestand dem Album vier von fünf möglichen Sternen zu. Sie lobte besonders die Lieder Ain't Been Done, Fire, Masterpiece und Sweet Talker.

## Covergestaltung
Auf dem Cover steht Jessie J mit gespreizten Beinen vor grauem Hintergrund. Mit ihren beiden Händen fasst sie sich an den Kopf, ihre Augen sind dabei geschlossen und ihr Kopf ist ein wenig nach unten geneigt. Neben ihr ist das „Jessie J“-Logo abgebildet, zwischen ihren Beinen der Schriftzug „Sweet Talker“. Das Cover der Deluxe-Edition unterscheidet sich von dem der Standard-Edition, da dieses komplett in Schwarz-weiß gehalten ist. Das Cover weist Ähnlichkeiten zu dem Albumcover von #1's von der Sängerin Mariah Carey auf.

## Titelliste
| Nr.          | Titel                                       | Autor(en) | Produktion                                | Länge |
| ------------ | ------------------------------------------- | --- | ----------------------------------------- | ----- |
| 1.           | Ain’t Been Done                             | David Gamson, Emily Warren, Scott Harris                                                                                       | Gamson                                    | 3:00  |
| 2.           | Burnin’ Up (featuring 2 Chainz)             | Jessie J, Andreas Schuller, Eric Frederic, Chloe Angelides, Jacob Kasher Hindlin, Rickard Göransson, Gamal Lewis, Tauheed Epps | Axident, Ricky Reed                       | 3:40  |
| 3.           | Sweet Talker                                | Jessie J, Alessia DeGasperis Brigante, Yonatan Ayal, Maxime Picard, Clément Picard, Thomas Pentz, James Somani                 | Diplo, The Picard Brothers                | 3:42  |
| 4.           | Bang Bang (mit Ariana Grande & Nicki Minaj) | Max Martin, Göransson, Savan Kotecha, Onika Maraj                                                                              | Martin, Göransson, Ilya                   | 3:19  |
| 5.           | Fire                                        | Steve Booker, John Newman | Booker                                    | 3:56  |
| 6.           | Personal                                    | Elle Varner, Jenna Andrews, William Wiik Larsen                                                                                | Will IDAP                                 | 3:54  |
| 7.           | Masterpiece                                 | Josh Alexander, Britt Burton, Warren                                                                                           | Alexander                                 | 3:40  |
| 8.           | Seal Me with a Kiss (featuring De La Soul)  | Jessie J, Andrew „Pop“ Wansel, Warren „Oak“ Felder, George Clinton, Philippé Wynne, Kelvin Mercer, Dave Jolicoeur              | Pop, Oak                                  | 3:53  |
| 9.           | Said Too Much                               | Jessie J, Jonas Jeberg, Sean Douglas, Jason Evigan                                                                             | Jeberg                                    | 3:34  |
| 10.          | Loud (featuring Lindsey Stirling)           | Terius „The-Dream“ Nash, Christopher A. Stewart                                                                                | Godz of Analog, C. „Tricky“ Stewart, Nash | 4:33  |
| 11.          | Keep Us Together                            | Louis Biancaniello, Sevyn Streete,r Stepan Taft, Cory Rooney, Ryan Vojtesak                                                    | Biancaniello, Lifted, Vojtesak            | 3:49  |
| 12.          | Get Away                                    | Jessie J, Steve Mac, Wayne Hector                                                                                              | Mac, Kuk Harrell                          | 3:50  |
| 13.          | Your Loss I’m Found 1                       | Jessie J, Hidde Huijsman, Massimo Cacciapuoti, Harrell Michel van der Zanden                                                   | The DFRNS, Harrell                        | 3:37  |
| 14.          | Strip 1                                     | Jessie J, Joshua Coleman, Claude Kelly                                                                                         | Ammo                                      | 3:33  |
| 15.          | You Don’t Really Know Me 1                  | Jessie J, Lewis Allen | Harrell                                   | 3:55  |
| Gesamtlänge: | Gesamtlänge:                                | Gesamtlänge: | Gesamtlänge:                              | 55:55 |

1 nur auf der Deluxe-Version

## Kommerzieller Erfolg

### Chartplatzierungen
| ChartsChartplatzierungen       | Höchstplatzierung | Wochen |
| ------------------------------ | ----------------- | ------ |
| Deutschland (GfK)              | 25 (3 Wo.)        | 3      |
| Österreich (Ö3)                | 25 (1 Wo.)        | 1      |
| Schweiz (IFPI)                 | 12 (6 Wo.)        | 6      |
| Vereinigte Staaten (Billboard) | 10 (31 Wo.)       | 31     |
| Vereinigtes Königreich (OCC)   | 5 (16 Wo.)        | 16     |

| ChartsJahrescharts (2015)      | Platzierung |
| ------------------------------ | ----------- |
| Vereinigte Staaten (Billboard) | 145         |

### Auszeichnungen für Musikverkäufe
| Land/Region                  | Auszeichnungen für Musikverkäufe (Land/Region, Auszeichnung, Verkäufe) | Verkäufe |
| ---------------------------- | ---------------------------------------------------------------------- | -------- |
| Brasilien (PMB)              | Platin                                                                 | 40.000   |
| Vereinigtes Königreich (BPI) | Gold                                                                   | 100.000  |
| Insgesamt                    | 1× Gold · 1× Platin ·                                                  | 140.000  |

Hauptartikel: Jessie J/Auszeichnungen für Musikverkäufe